# Airspeed 2000
Airspeed 2000 — перший паровий літак, який зміг здійснити самостійний повноцінний політ. Експериментальний літак побудовано в єдиному екземплярі, продемонстровано публіці й широко розрекламовано, але подальшого розвитку він не мав, і в серію запущений не був. Використовувався в Поштовому відомстві США до 1936 року, подальша доля літака невідома.

## Історія розробки
Від 1930 року брати Джордж і Вільям Беслери в умовах секретності розробляли проєкт і конструювали на базі планера серійного біплана Travel Air 2000 пароліт, який міг би здійснити повноцінний політ. Основним завданням було зниження маси котла, топки та парової машини, як наслідок, сама парова машина важила близько 80 кг, а котел і топка — близько 220. В розробці парової машини брав участь інженер Натан Прайс, який згодом, після невдачі з Airspeed 2000, намагався просувати ідеї парового привода в компанії «Локгід», але, попри перспективність застосування фактично безшумного двигуна на військових апаратах, його ідеї не здобули підтримки.
12 квітня 1933 року в Окленді, штат Каліфорнія, апарат подали до уваги публіки, події передувала активна рекламна кампанія, тому на демонстрації було багато журналістів, зроблено фото- й кінорепортажі польоту літака. Літак під керуванням Вільяма Беслера зміг зробити демонстраційний політ, легко відірвавшись від землі. За словами журналістів, пароліт був настільки тихий у польоті, що з землі можна було почути розмову пілота з пасажиром.
Подію активно висвітлювала преса, про пароліт писали статті, згадували по радіо, навіть зняли демонстраційний 15-хвилинний ролик для демонстрації в кінозалах. Брати Беслери активно давали інтерв'ю і, не приховуючи подробиць, описували технічні особливості парольота і його будови.
Попри таку активну рекламну кампанію, а також успішну експлуатацію літака в Поштовому відомстві США, подальшого успіху не було, оскільки промисловість надала перевагу літакам з ДВЗ.

## Технічні характеристики та особливості
Пароліт був оснащений двоциліндровим V-подібним паровим двигуном, потужністю 150 к. с. Бак ємністю близько десяти галонів дозволяв Airspeed 2000 пролетіти 600 км. Парова машина мала масу 80 кг (що було менше від маси бензинового мотора для прототипу), але бак для води з топкою важив 220 кг.
Пароліт мав численні переваги перед літаками з ДВЗ:
1. Потужність двигуна не залежала від висоти польоту та ступеня розрідженості повітря[Примітка 2], на відміну від двигунів на бензині або дизельному паливі. І якщо на малих висотах паровий двигун поступався аналогу Travel Air 2000, то на висоті понад 2000 метрів істотно перевершував.
2. Невимогливість до палива, доступність води й палива на відміну від відносної дорожнечі палива для літакових двигунів.
3. Фактично відсутність необхідності в оливах.
4. Простота конструкції машини, а отже, велика ремонтопридатність і вища надійність.

Додаткова особливість використання парового двигуна полягала в можливості здійснювати реверсивне гальмування — після посадки пропелер закручувався у протилежний бік і м'яко гальмував літаки.
Проте менший ККД двигуна, необхідність у надлегких матеріалах для компенсації ваги котла, менша потенційна дальність польоту не дозволили парольотам замінити літаки на ДВЗ. І навіть перспектива використовувати їх у військовій галузі (як безшумні розвідники й бомбардувальники) не привабила військових.